# Glyphonyx rubricollis
Glyphonyx rubricollis là một loài bọ cánh cứng trong họ Elateridae. Loài này được Miwa miêu tả khoa học năm 1928.